# Physica
Physica là loạt tập san khoa học về vật lý có kèm đánh giá (peer-review) do Elsevier xuất bản tại Hà Lan. Tập san ban đầu là tập san đơn với tên "Physica" được thành lập năm 1934. Sau đó năm 1975 nó được chia loạt ra ba phần là Physica A, Physica B, Physica C. Physica D ra đời năm 1980, và Physica E vào năm 1998. Nó được Elsevier xuất bản ở Utrecht cho đến năm 2007, và hiện nay xuất bản ở Amsterdam.

## Physica A: Cơ học thống kê và ứng dụng
Physica A đăng tải nghiên cứu liên quan tới cơ học thống kê và ứng dụng, hệ thống ngẫu nhiên riêng phần (particularly random system), chất lỏng và chất rắn mềm, quá trình động học, sinh học lý thuyết, econophysics, hệ thống phức, và lý thuyết mạng.
Tập san xuất bản 2 kỳ/tháng.

## Physica B: Vật chất đậm đặc
Physica B đăng tải nghiên cứu liên quan đến vật lý vật chất đậm đặc và ứng dụng, đặc biệt là chất bán dẫn rắn và vật lý nhiệt độ thấp. Một số công trình hội nghị được công bố trong phụ bản đặc biệt của Physica B.
Tập san xuất bản hàng tháng, nhưng khi cần thì tăng bản xuất.

## Physica C: Siêu dẫn và ứng dụng
Physica C là loại tập san "thông tin nhanh chóng", đăng tải nghiên cứu liên quan đến chủ đề siêu dẫn, vật liệu siêu dẫn, và hiện tượng liên quan đến siêu dẫn.
Tập san xuất bản 2 hoặc 3 kỳ/tháng, tùy theo nhu cấu thông tin.

## Physica D: Hiện tượng phi tuyến
Physica D đăng tải nghiên cứu liên quan đến vật lý phi tuyến và hiện tượng phi tuyến.
Tập san xuất bản 2 kỳ/tháng.

## Physica E: Hệ thống và cấu trúc nano
Physica E đăng tải nghiên cứu liên quan đến cấu trúc nano và màng mỏng, đặc biệt là các thuộc tính của các chấm lượng tử, hốc lượng tử, dây lượng tử, và các thiết bị màng mỏng song lớp hay đa lớp.
Tập san xuất bản 10 kỳ/năm.